# Målarinnan Jeanna Bauck
Målarinnan Jeanna Bauck är ett porträtt föreställande Jeanna Bauck från 1881. Tavlan är målad av den danska konstnären Bertha Wegmann i olja på duk. Det tillhör Nationalmuseum i Stockholm, som fick det i gåva 1930.
Några år tidigare hade Jeanna Bauck gestaltat Bertha Wegmann i deras gemensamma ateljé i München men nu hade de flyttat till Paris och det var Baucks tur att sitta modell i deras nya arbetsplats.

## Motivet
Jeanna Bauck sitter på ett okonventionellt sätt på ett bord och möter betraktarens blick, hon är gestaltad med stor integritet och närvaro. I porträttet lyckades Bertha Wegmann kombinera tidens fria självständiga kvinnotyp, ”Den Nya Kvinnan”, med den borgerliga kvinnlighetens elegans. Bauck har sina yrkesattribut vid sin sida: penslar, palett och målartrasor. I handen håller hon en bok som skall symbolisera hennes roll som intellektuell kvinna. I bakgrunden, genom fönsterrutorna, ser man takåsarna i Paris.

## Historik
Bertha Wegmann och Jeanna Bauck bodde tillsammans i Paris åren 1880 och 1881. Båda konstnärerna lyckades komma in med flera verk på Parissalongen och Wegmann erhöll en av de eftertraktade medaljerna. Vid den här tiden målade konstnärerna otaliga kamratporträtt, men det var endast kvinnorna som gestaltade varandra i yrkesrollen. Att ställa sig frågan vem och vad är jag, att offentligt skildra sig själva som subjekt är komplicerat för kvinnliga konstnärer i en tradition som skapats i enlighet med en patriarkal världsbild. I en rad banbrytande porträtt sökte Wegmann och Bauck därför att förändra synen på den kvinnliga konstnären och de bröt därmed med den förhärskande manliga konstnärsnormen. 
Jeanna Bauck återvände 1882 till München där hon grundade en målarskola för kvinnliga konstnärer. Bertha Wegmann flyttade tillbaka till Danmark, där hon fick sitt stora genombrott som porträttör på Charlottenborg utställningen 1883. Under perioden 1887–1907 satt Wegmann i styrelsen för Tecknings- och konstindustriskolan för kvinnor i Köpenhamn och hon arbetade aktivt för att de danska kvinnliga konstnärerna skulle få tillgång till undervisningen på konstakademien. Många år efter Bertha Wegmanns död upprättades en stiftelse i hennes namn för obemedlade unga kvinnliga konstnärer.